# Gåden fra Verona
Gåden fra Verona er en gåde tilsyneladende halv italiensk, halv latin nedskrevet i marginen af et stykke pergament sandsynligvis i det tidlige 9. århundrede af en katolsk munk fra Verona i Norditalien. Det var en meget populær gåde i middelalderen, og den har overlevet i forskellige dialekter til vore dage. Denne nedskrevne version blev opdaget af Luigi Schiaparelli i 1924 og har længe været anset som det første dokument skrevet på italiensk.

## Tekst
| Original Se pareba boves, alba pratàlia aràba et albo versòrio teneba, et negro sèmen seminaba | Dansk Foran sig okser, hvide marker pløjede, og hvid plov holdt og sort sæd såede |

## Forklaring
Gæt hvem der styrer "okser" ("boves"), som er for en "hvid plov" (albo versorio) for at pløje "hvide marker" (alba pratalia), og som sår sort sæd (negro semen). Løsningen er "en skriver" eller munk, der kopierer manuskripter: Okserne er hans fingre, som trækker en hvid pennefjer (den hvide plov) over tomme sider (hvide marker), og efterlader sorte bogstaver (sort sæd).